# Den standhaftige Spillemand
Den standhaftige Spillemand er en dansk stumfilm fra 1920, der er instrueret af Lau Lauritzen Sr. efter manuskript af Benedikt Velten og Carl Gandrup.

## Handling
Denne artikel mangler et handlingsreferat. Hjælp os med at skrive det.